# Tinocallis viridis
Tinocallis viridis är en insektsart som först beskrevs av Takahashi, R. 1929.  Tinocallis viridis ingår i släktet Tinocallis och familjen långrörsbladlöss. Inga underarter finns listade i Catalogue of Life.